# Dunajiwci (osiedle typu miejskiego)
Dunajiwci  (ukr. Дунаївці) – osiedle na Ukrainie, w obwodzie chmielnickim, w rejonie kamienieckim.
Znajduje się tu stacja kolejowa Dunajowce, położona na linii Chmielnicki – Kelmieńce.

## Historia
Miejscowość powstała wokół stacji kolejowej, wybudowanej w oddaleniu od skupisk ludzkich. Osiedle typu miejskiego od 1972.
W 1989 liczyło 2721 mieszkańców. W 2013 liczyło 2536 mieszkańców.